# Charles Force Deems
 Dr. Charles (Alexander) Force Deems (Baltimore, Maryland, 1820. december 4. – 1893. november 18.)  amerikai egyházi személy.

## Gyermek- és ifjúkora
A marylandi Baltimore-ban született, még nem volt 14 éves, amikor fegyelemre nevelték a vasárnapi iskolában.
1939-ben diplomázott a Dickinson College-ben, majd New York városában prédikált néhány hónapig. 1840-ben átvette a New Jersey-beli Asbury városában a Metodista Episzkopális Egyház gyülekezeteinek vezetését. 1841-ben Észak-Karolinában a American Bible Societyban kezdett el dolgozni.
A retorika, logika professzora volt a University of North Carolina egyetemen 1842–1847 között, majd a természettudományok professzora volt Randolph Macon College kémia szakán 1847–1848 között. Majd két éven keresztül New Bernben, Észak-Karolinában tartott szónoklatokat. 1850–1854 között Greensboro Female College igazgatója volt.

## Munkássága
1854 és 1865 között a Metodista Episzkopális Egyház lelkészeként szerte Észak-Karolinában tevékenykedett; 1859–1863 között a St Austins Institute (Wilsonban) tulajdonosaként, az utolsó hét évben presbiterként szolgált.
1865-ben New York városában telepedett le, 1866-tól a New York-i Egyetem  gyülekezetében prédikált. Végül 1868-ban a felekezetektől független Church of the Strangers pásztora lett, ami 1870-ben a Mercer Street Presbyterian Churchcsel egybeolvadt. Tanításaival elnyerte Cornelius Vanderbilt – Amerika leggazdagabb emberének – támogatását, kapcsolatba került Holland Nimmons McTyeire püspökkel is.
1881-ben American Institute of Christian Philosophy alapító tagja volt, a Christian Thought újság szerkesztője volt tíz éven át. Harcolt az Általános Tilalmi Törvény bevezetéséért, de sikertelenül, később belépett a Tilalmi Pártba is. Az ő hatására alapította meg Cornelius Vanderbilt a Central University-t (később Vanderbilt Egyetem) Tennessee-beli Nashville-ben. Szerkesztette a The Southern Methodist Episcopal Pulpit (1846–1852) és a The Annals of Southern Methodism (1855–1857) újságokat. Továbbá ő szerkesztette a Devotional Melodiest (1842), valamint Phoebe Cary segítségével a  Hymns for all Christianst (1869; 1881-ben átdolgozott).
Több könyvet is publikált: The Life of Dr Adam Clarke (1840); The Triumph of Peace and other Poems (1840); The Home Altar (1850); Jesus (1872). Ez utóbbi több átdolgozáson és címváltozáson ment keresztül: The Light of the Nations; Sermons (1885); The Gospel of Common Sense (1888); The Gospel of Spiritual Insight (1891),  My Septuagint (1892).
A New York University az American Institute of Christian Philosophyn keresztül Deems-nek adományozta a filozófia doktora címet, amely szakot ő maga hozta létre 1885-ben.
1891-ben ő is aláírta azt a nyílt levelet, melyet az amerikai elnöknek címeztek a független zsidó állam létrehozását kérve.